# Heinz Lothar Grob
Heinz Lothar Grob (* 19. Mai 1943 in Wanne-Eickel) ist ein deutscher Wirtschaftsinformatiker.

## Leben und Wirken
Nach dem Abitur in Bochum im Jahre 1966 studierte Grob 1970 an der Westfälischen Wilhelms-Universität in Münster Betriebswirtschaftslehre und schloss das Studium als Diplom-Kaufmann ab. 1973 schrieb er seine Dissertation zum Thema Computergestützte Preispolitik am Lehrstuhl von Helmut Wagner, 1988 seine Habilitation zum Thema Investitionsrechnung mit Vollständigen Finanzplänen.
Seit der Gründung des Institutes für Wirtschaftsinformatik 1990 lehrte Grob an der Westfälischen Wilhelms-Universität, zwischen 1994 und 1997 war er Dekan und Prodekan der Wirtschaftswissenschaftlichen Fakultät, vom Oktober 1998 bis 2002 gehörte er dem Rektorat der Universität als Prorektor für Planung, Struktur und Bauangelegenheiten an.
Am Institut für Wirtschaftsinformatik hatte Grob den Lehrstuhl für Wirtschaftsinformatik und Controlling inne. Der Lehrstuhl forscht vor allem im Bereich der Vollständigen Finanzpläne und des E-Learnings. Im Rahmen dieser Forschung ist die E-Learning-Plattform OpenUSS entwickelt worden, die unter einer Open-Source-Lizenz auf Sourceforge verfügbar ist. Daneben wirkt Grob als Studienleiter der Verwaltungs- und Wirtschaftsakademie Ostwestfalen-Lippe in Bielefeld, außerdem ist er Mitglied des Direktoriums des European Research Center for Information Systems.
Mit dem Ablauf des Sommersemesters 2008 wurde Grob emeritiert. Der Lehrstuhl wurde nach Übernahme durch Bernd Hellingrath in „Lehrstuhl für Wirtschaftsinformatik und Logistik“ umbenannt.
Heinz Lothar Grob ist verheiratet und hat zwei Kinder.

## Werke
- Heinz Lothar Grob, Jan-Armin Reepmeyer, Frank Bensberg: Einführung in die Wirtschaftsinformatik. Vahlen, München 2004, ISBN 3-8006-3074-5.
- Heinz Lothar Grob, Frank Bensberg: Kosten- und Leistungsrechnung. Vahlen, München 2005, ISBN 3-8006-3184-9.
- Heinz Lothar Grob: Einführung in die Investitionsrechnung. Vahlen, München 2006, ISBN 3-8006-3276-4.